# Idiocera (Idiocera) laterospina
Idiocera (Idiocera) laterospina is een tweevleugelige uit de familie steltmuggen (Limoniidae). De soort komt voor in het Palearctisch gebied.